# Johannes Wahlström
Johannes Wahlström (eigentlich: Johann Wahlström; * 14. September 1981 in Israel) ist ein israelisch-schwedischer Medienwissenschaftler und Journalist sowie Redakteur der schwedischen Kulturzeitschrift Tromb.

## Biografie
Johannes Wahlström wurde 1981 als Sohn des russisch-israelischen Schriftstellers und Übersetzers Israel Shamir, der der rechtsextremen antisemitischen Holocaustleugner Szene zugeordnet wird, in Israel geboren. Er wuchs in Jaffa, Moskau und in Stockholm auf. Er studierte Medienwissenschaften an der Universität Stockholm und schloss mit einem Magisterexamen ab. Nach dem Examen zog Wahlström zurück nach Israel und Palästina. Dort gründete er die Nachrichtenagentur IMEMC (International Middle East Media Center).
Johannes Wahlström berichtete als Korrespondent für schwedische Zeitungen aus der Ukraine, Russland und Palästina. Seit 2005 wohnt er wieder in Schweden und arbeitete als Journalist für verschiedene schwedische Medien, darunter Sveriges Television, Aftonbladet und das Magazin Ordfront. Er ist in Fragen der Rede- und Pressefreiheit für das Alternative Information Centre in Palästina und das Schwedische Institut in Russland aktiv. Zurzeit ist er Chefredakteur der Zeitschrift Tromb.
Wahlströms journalistische Arbeiten sind in Schweden umstritten. In einem Artikel für "Ordfront" stellte er im Jahr 2005 die These auf, die schwedischen Medien würden von »jüdischen Interessen« manipuliert. Drei der Journalisten, die er für die Story interviewte, beschwerten sich umgehend beim Herausgeber und wiesen nach, dass ihre Zitate grob verfälscht wurden. Heléne Löw, Doktorin der Philosophie und führende schwedische Faschismus-Forscherin, sagte, der von Wahlström verfasste Artikel enthalte »alle Elemente, die man in einer klassischen antisemitischen Verschwörungstheorie finden kann«. Die Beschwerden hatten Erfolg. Die Geschichte wurde umgehend zurückgezogen, Ordfront entschuldigte sich. Im November 2010 publizierten Wahlström und der Journalist Dan Josefsson in einem Blatt der Bonnier-Konkurrenz Schibstedt eine Recherche über den einflussreichen schwedischen Medienkonzern Bonnier.
Im Jahr 2013 war Wahlström Regisseur und Produzent des von Wikileaks in Auftrag gegebenen Film "Mediastan".

### Wikileaks
Wahlström kam 2008 durch Freunde mit dem WikiLeaks-Gründer Julian Assange in Kontakt und war an der Veröffentlichung amerikanischer Botschaftsdepeschen, die als Cablegate bekannt wurde, beteiligt. Für ihn rechtfertigte der politische Gehalt der geleakten Informationen ihre Verbreitung. Es wäre, so Wahlström, „journalistisches Fehlverhalten“ gewesen, sie nicht zu publizieren. In Medien und auf Webseiten exponierte er sich als Mitglied von Wikileaks. Er war der einzige schwedische Journalist, der Zugang zu dem gesamten Material hatte und produzierte Artikel und Fernsehbeiträge für schwedische Zeitungs- und Fernsehmedien. Dabei kritisierte er die schwedischen Medien für ihre machtpolitische Sicht auf die Welt.

### Zeitungsvertrieb
Johannes Wahlström ist Sprecher für das Zeitungsvertriebsnetzwerk Samarbeitet (Zusammenarbeit), das als Protest gegen die empfundene Monopolstellung des Vertriebs Tidsam gegründet wurde, der die meisten Wochen- und Monatszeitschriften in Schweden vertreibt und dabei hohe Gebühren einnimmt.

### Wahlström in Israel
Wahlström wurde im Mai 2002 vom israelischen Militär festgenommen, als er im Rahmen einer Aktion des International Solidarity Movement eine Absperrung um die zu dieser Zeit abgeriegelte Geburtskirche in Bethlehem durchbrach.
Er ist Mitgründer des international-palästinensischen Nachrichtenbüros IMEMC. Wahlström wurde als israelischer Staatsbürger daran gehindert, weiter bei IMEMC zu arbeiten, ihm wurde der Zugang zum Büro verwehrt. Sein Presseausweis wurde nicht mehr verlängert.